# Orseolia mnesitheae
Orseolia mnesitheae är en tvåvingeart som beskrevs av Gagne 1985. Orseolia mnesitheae ingår i släktet Orseolia och familjen gallmyggor. Inga underarter finns listade i Catalogue of Life.